# Gare de La Ferté-Bernard
Gare de La Ferté-Bernard vasútállomás Franciaországban, La Ferté-Bernard településen.

## Vasútvonalak
Az állomást az alábbi vasútvonalak érintik:
- Párizs–Brest-vasútvonal

## Kapcsolódó állomások
A vasútállomáshoz az alábbi állomások vannak a legközelebb:
- Gare de Sceaux - Boëssé (Gare de Brest, Párizs–Brest-vasútvonal)
- Gare du Theil - La Rouge (Paris Gare Montparnasse, Párizs–Brest-vasútvonal)